# Josef Nosál
Josef Nosál (10. ledna 1885 Tříč nebo Mezilesí – 3. listopadu 1940 Praha) byl generál československé armády, legionář a velitel 1. československé jízdní dělostřelecké baterie v Rusku, hrdina první světové války.

## Život

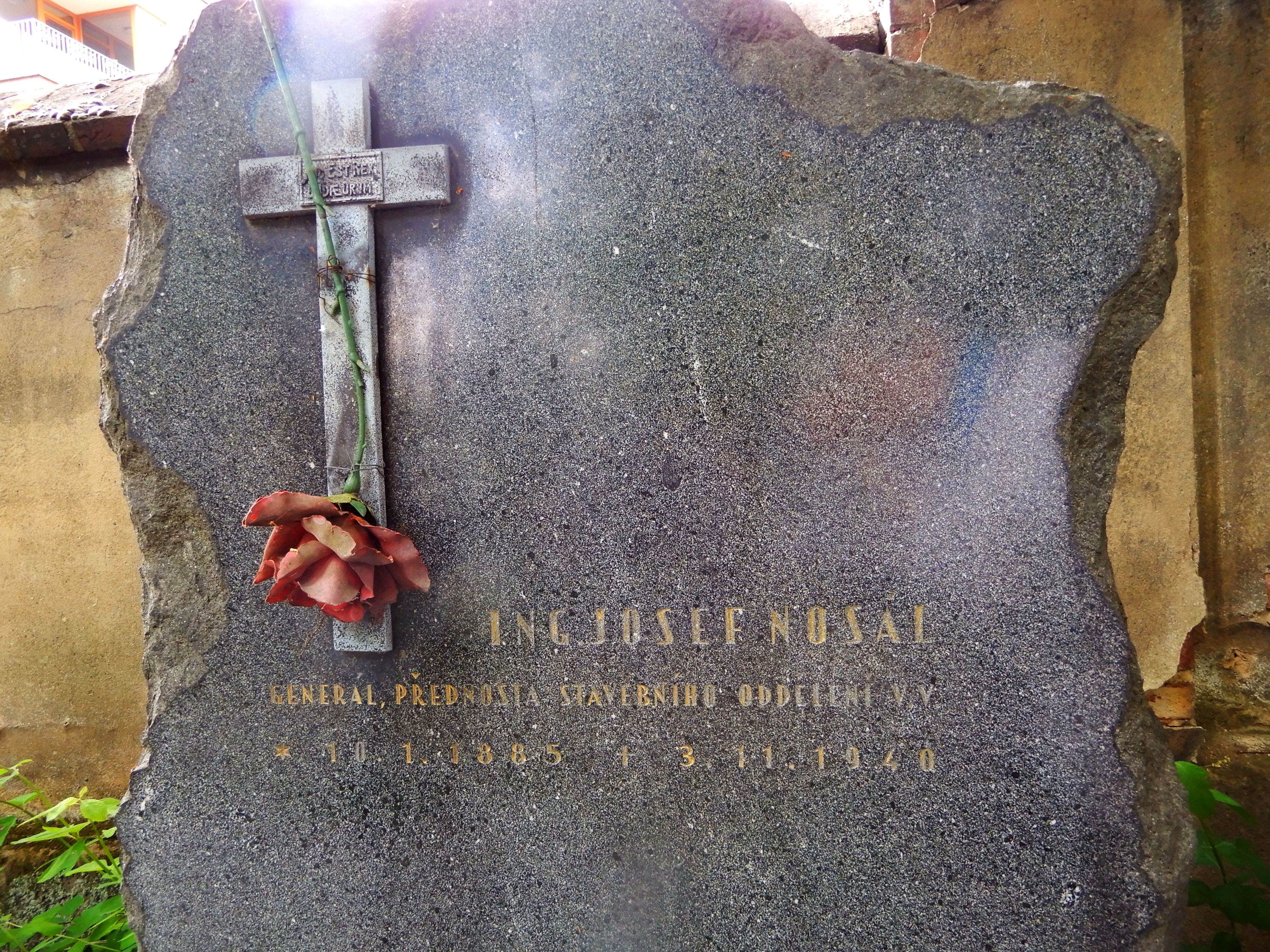
Detail náhrobku Josefa Nosála na Střešovickém hřbitově

Narodil se v rodině strojvedoucího Antonína Nosála a Františky rozené Říhové, z Tříče v tehdejším okrese Jilemnice. V letech 1896–1903 vystudoval reálné gymnázium v Hradci Králové a v letech 1903–1908 pozemní stavitelství na ČVUT v Praze. Po té narukoval na vojnu a v listopadu roku 1909 nastoupil do Školy jednoročních dobrovolníků v Lublani. Oženil se roku 1913 s Marií Štěpánkovou,, s níž měl dceru. Za první světové války narukoval do rakousko-uherské armády jako důstojník a byl odvelen na východní frontu, kde dosáhl hodnosti nadporučíka. V březnu roku 1915 padl do ruského zajetí a dva roky se pohyboval po zajateckých táborech. Od srpna do října roku 1917 absolvoval důstojnický kurs v Borispolu a krátce před bolševickou revolucí byl jmenován poručíkem ruské armády. V únoru 1918 vstoupil do československých legií, kde dosáhl hodnosti majora a byl velitelem 1. československé jízdní dělostřelecké baterie na Sibiři. Do Prahy se vrátil v červenci roku 1920. Koncem téhož roku byl jmenován přednostou projekční kanceláře Zemského stavebního ředitelství v Praze. Dále až do svého penzionování působil v řídicích funkcích na ministerstvu stavebnictví.
Je pohřben ve zpustlém hrobě na Střešovickém hřbitově.

## Vyznamenání
| Řád svaté Anny, III. třídy s meči a mašlí | Řád svaté Anny, III. třídy s meči a mašlí |
| Československý válečný kříž 1914–1918     | Československý válečný kříž 1914–1918     |
| Řád sokola, vojenská skupina s meči       | Řád sokola, vojenská skupina s meči       |
| Československá revoluční medaile          | Československá revoluční medaile          |
| Medaile vítězství                         | Československá medaile Vítězství          |
| Řád čestné legie, V. třídy – rytíř        | Řád čestné legie, V. třídy – rytíř        |